# Myslivna v Královské oboře
Myslivna v Královské oboře v Praze-Bubenči stojí v jižní části Královské obory u brány do ulice Gotthardská. Spolu s areálem obory a Místodržitelského letohrádku je chráněna jako nemovitá kulturní památka České republiky.

## Popis
Myslivna je součástí areálu obory. Přízemní budova obdélného půdorysu má valbovou střechu. Hladkou fasádu člení šestitabulková okna osazená v líci. K zadní straně domu je přistavěna prosklená veranda.
Po roce 2016 prošla rekonstrukcí; bylo postaveno ocelové schodiště do podkroví, odstraněna novodobá veranda a vznikly nové prostory a zázemí pro zahradní údržbu Královské obory.